# Cantone di Paute
Il Cantone di Paute è un cantone dell'Ecuador che si trova nella Provincia di Azuay.
Il capoluogo del cantone è Paute.